# Жирафові
Жира́фові (Giraffidae) — родина парнокопитних, поширені тільки в Африці. Існує два сучасні роди жирафових: жирафа й окапі.
Попри те що обидва представники жирафових не схожі один на одного, вони все-таки мають низку загальних ознак, серед яких обтягнуті шкірою роги, довгий темний язик і схожа будова різців. Язик дуже гнучкий, рухливий, пристосований до хапання. Роги мають уже при народженні. Кожен ріг складається з однієї кістки. Ця кістка з часом приростає до черепа. Роги ростуть усе життя, але ніколи не виростають до великих розмірів.
Обидва види живляться рослинною їжею, переважно листям дерев (акацій, мімоз). Щоб легше було добувати їжу, в жирафів у процесі еволюції сформувалася довга шия. У лісового окапі це не так помітно, у жирафа з саван — це характерна видова ознака. Окапі менш спеціалізований на споживанні листя дерев, ніж жираф.
Колись жирафи були різноманітнішою групою, ніж сьогодні. Їх появу датують міоценом. Ранні жирафові були подібні до оленів і ще не мали тих ознак, що наведені вище. До плейстоцену жирафові жили також у Європі та в Азії.

## Роди
Родина містить два сучасні роди та ряд викопних форм:
- †Birgerbohlinia
- †Bohlinia
- †Bramatherium
- †Canthumeryx
- †Csakvarotherium
- †Decennatherium
- Giraffa — жирафа (містить один сучасний вид Giraffa camelopardalis)
- †Giraffokeryx
- †Helladotherium
- †Honanotherium
- †Injanatherium
- †Macedonitherium
- †Mitilanotherium
- Okapia — окапі (містить один сучасний вид Okapia johnstoni)
- †Palaeogiraffa
- †Paleotragus
- †Progiraffa
- †Propalaeomeryx
- †Samotherium
- †Shansitherium
- †Sivatherium
- †Vishnutherium

## Галерея

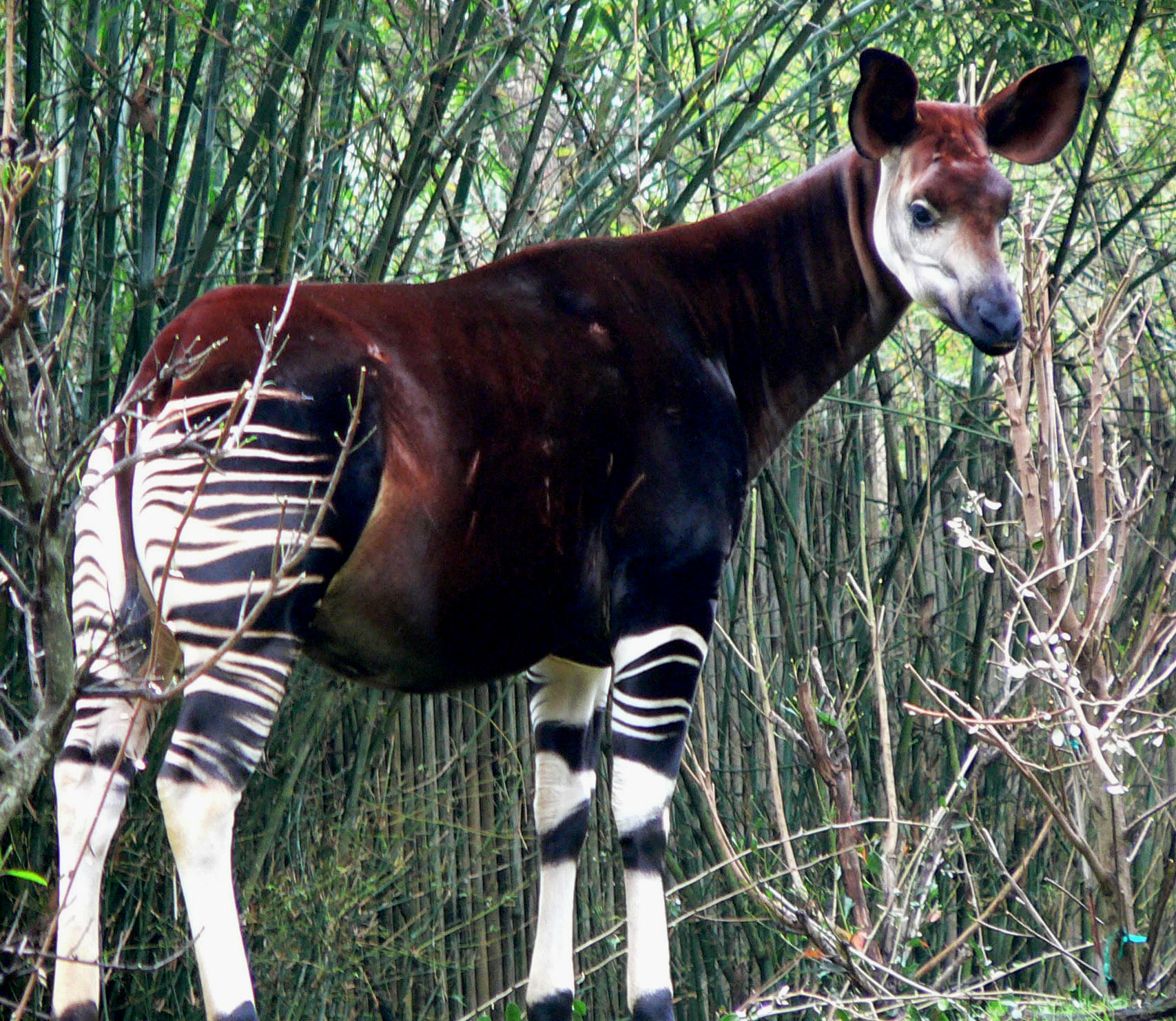
Окапі
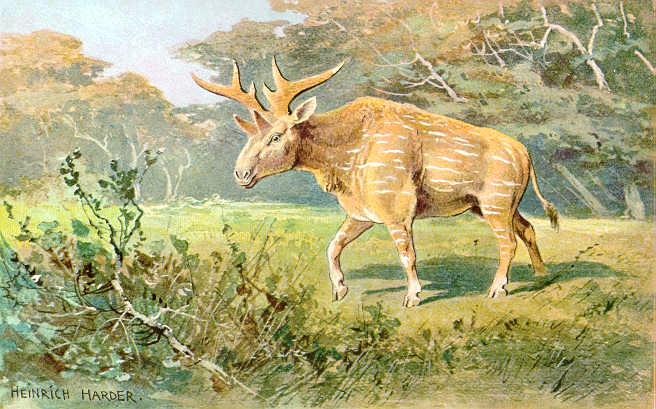
Імовірний представник прадавніх Жирафових — Sivatherium hharder
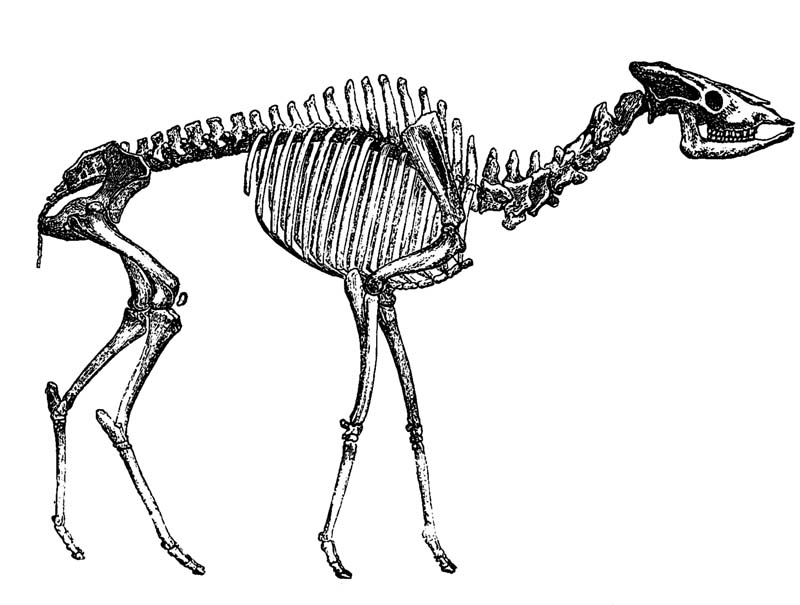
Скелет Helladotherium — викопного жирафа